# Електромагнітний імпульс ядерного вибуху
Електромагнітний імпульс ядерного вибуху — це спалах електромагнітного випромінювання, створений ядерним вибухом. Електричні та магнітні поля, що швидко змінюються, можуть взаємодіяти з електричними та електронними системами, створюючи шкідливі стрибки струму та напруги. Специфічні характеристики конкретного ядерного ЕМІ змінюються залежно від ряду факторів, найважливішим з яких є висота вибуху.
Термін «електромагнітний імпульс» зазвичай виключає оптичний (інфрачервоний, видимий, ультрафіолетовий) та іонізуючий (наприклад, рентгенівське та гамма-випромінювання) діапазони. У військовій термінології ядерна боєголовка, що вибухнула на висоті десятків або сотень кілометрів над поверхнею Землі, відома як висотний електромагнітний імпульсний пристрій. Вплив висотного ядерного вибуху залежить від таких факторів, як висота вибуху, вихід енергії, вихід гамма-випромінювання, взаємодія з магнітним полем Землі та електромагнітне екранування цілей.

## Історія
Той факт, що електромагнітний імпульс створюється ядерним вибухом, був відомий у перші дні випробувань ядерної зброї. Величина ЕМІ та значення його наслідків не були усвідомлені одразу.
Під час першого ядерного випробування США 16 липня 1945 року електронне обладнання було екрановане, оскільки Енріко Фермі очікував електромагнітного імпульсу. Офіційні технічні записи про це перше ядерне випробування стверджують: «Усі сигнальні лінії були повністю екрановані, у багатьох випадках подвійно екрановані. Незважаючи на це, багато записів було втрачено через наведення під час вибуху, яке паралізувало записувальне обладнання.»: 53  Під час британських ядерних випробувань у 1952—1953 рр. несправності приладів пояснювали «радіоспалахом», як вони називали ЕМІ.
Перше відкрито зареєстроване спостереження унікальних аспектів ЕМІ висотного ядерного вибуху відбулося під час ядерного випробування Юкка з гелієвою кулею з серії Hardtack I 28 квітня 1958 року. У цьому тесті вимірювання електричного поля від зброї потужністю 1,7 кілотонни перевищили діапазон, на який були налаштовані тестові прилади, і, за оцінками, приблизно в п'ять разів перевищували межі, на які були встановлені осцилографи. EMI Юкки спочатку був позитивним, тоді як сплески на низькій висоті були негативними імпульсами. Крім того, поляризація сигналу EMI Юкки була горизонтальною, тоді як EMI низьковисотного ядерного вибуху був вертикально поляризованим. Незважаючи на ці численні відмінності, унікальні результати EMI були відкинуті як можлива аномалія поширення хвилі.
Висотні ядерні випробування 1962 року, як обговорюються нижче, підтвердили унікальні результати висотних випробувань Юкки та підвищили обізнаність про ЕМІ висотного ядерного вибуху за межами початкової групи вчених із оборони. Велике наукове співтовариство усвідомило важливість проблеми ЕМІ після того, як у 1981 році Вільям Дж. Броуд опублікував серію з трьох статей про ядерний ЕМІ у Science.

### Starfish Prime
У липні 1962 року США провели випробування Starfish Prime, підірвавши 1,44-мегатонну (6,0 ПДж) бомбу на висоті 400 км над серединою Тихого океану. Це продемонструвало, що наслідки ядерного вибуху на великій висоті були набагато більшими, ніж передбачалося раніше. Starfish Prime зробило відомими ці ефекти громадськості, спричинивши пошкодження електрики на Гаваях, на відстані приблизно 1445 км від місця вибуху, вимкнувши приблизно 300 вуличних ліхтарів, спровокувавши спрацювання численних охоронних сигналізації та пошкодивши мікрохвильову лінію.
Starfish Prime було першим успішним випробуванням у серії висотних ядерних випробувань Сполучених Штатів у 1962 році, відомих як операція Fishbowl. Подальші тести зібрали більше даних про явище ЕМІ висотного ядерного вибуху.
Висотні ядерні випробування Bluegill Triple Prime і Kingfish у жовтні та листопаді 1962 року під час операції Fishbowl дали достатньо чіткі дані, які дозволили фізикам точно визначити фізичні механізми, що стоять за електромагнітними імпульсами.
Пошкодження від електромагнітного випромінювання під час випробування Starfish Prime було швидко виправлено, частково через те, що електромагнітне випромінювання над Гаваями було відносно слабким у порівнянні з тим, що могло б бути створено більш інтенсивним імпульсом, а також частково через відносну міцність (порівняно з сьогодні) електричної та електронної інфраструктури Гаваїв у 1962 р.
Відносно невелика величина ЕМІ Starfish Prime на Гаваях (близько 5,6 кіловольт/метр) і відносно невелика кількість пошкоджень (наприклад, лише від 1 % до 3 % вуличних ліхтарів погашено) змусили деяких вчених у перші дні досліджень повірити, що проблема ЕМІ може бути незначною. Пізніші розрахунки показали, що якби боєголовка Starfish Prime була підірвана над північною частиною континентальної частини Сполучених Штатів, величина ЕМІ була б набагато більшою (від 22 до 30 кВ/м) через більшу силу магнітного поля Землі над США, а також його відмінної орієнтації у високих широтах. Ці розрахунки в поєднанні з дедалі більшою залежністю від мікроелектроніки, чутливої до ЕМІ, посилили усвідомлення того, що ЕМІ може бути значною проблемою.

### Радянське випробування 184
У 1962 році Радянський Союз провів у космосі над Казахстаном три ядерні випробування із застосуванням ЕМІ, останні в рамках «ядерних випробувань радянського проекту К». Незважаючи на те, що ця зброя була набагато меншою (300 кілотонн), ніж випробування Starfish Prime, її проводили над населеною великою сушею та в місці, де магнітне поле Землі було сильнішим. Повідомляється, що збиток, спричинений отриманим ЕМІ, був набагато більшим, ніж у Starfish Prime. Імпульс E3, схожий на геомагнітну бурю, з випробування 184 викликав стрибок струму в довгій підземній лінії електропередач, який викликав пожежу на електростанції в місті Караганда. 
Після розпаду Радянського Союзу рівень цієї шкоди був неофіційно повідомлений вченим США. Кілька років американські та російські вчені співпрацювали над феноменом ЕМІ висотного ядерного вибуху. Було забезпечено фінансування, щоб дати можливість російським вченим повідомити про деякі радянські результати щодо ЕМІ в міжнародних наукових журналах. Як наслідок, існує офіційна документація щодо деяких збитків від ЕМІ у Казахстані, але її все ще мало у відкритій науковій літературі. 
Для одного з випробувань проекту К радянські вчені спорудили 570-кілометрову ділянку телефонної лінії в зоні, на яку очікується вплив імпульсу. Контрольована телефонна лінія була розділена на відрізки довжиною від 40 до 80 км, розділені повторювачами. Кожен відрізок був захищений запобіжниками та газонаповненими захистами від перенапруги. ЕМІ від ядерного випробування (K-3) 22 жовтня (також відомого як випробування 184) перепалив всі запобіжники та знищив всі пристрої захисту від перенапруги в усіх відрізках.
Опубліковані звіти, включаючи статтю IEEE 1998 року, стверджують, що під час випробувань були значні проблеми з керамічними ізоляторами на повітряних лініях електропередачі. У технічному звіті 2010 року, написаному для національної лабораторії Оук-Рідж, зазначено, що «ізолятори лінії електропередач були пошкоджені, що призвело до короткого замикання на лінії, а деякі лінії від'єдналися від полюсів і впали на землю».

## Характеристики
Ядерне електромагнітне випромінювання є складним багатоімпульсним, зазвичай описуваним у термінах трьох компонентів, як визначено Міжнародною електротехнічною комісією (IEC).
Три компоненти ядерного ЕМІ, як визначено IEC, називаються «E1», «E2» і «E3». 

### E1
Імпульс E1 є дуже швидким компонентом ЕМІ ядерного вибуху. E1 — це короткочасне, але інтенсивне електромагнітне поле, яке індукує високу напругу в електричних провідниках. E1 спричиняє більшу частину пошкоджень, викликаючи перевищення напруги електричного пробою. E1 може зруйнувати комп'ютери та комунікаційне обладнання, і він змінюється надто швидко (наносекунди), щоб звичайні пристрої захисту від перенапруги могли забезпечити ефективний захист від нього. Швидкодіючі пристрої захисту від перенапруги (наприклад, ті, що використовують діоди TVS) блокуватимуть імпульс E1.

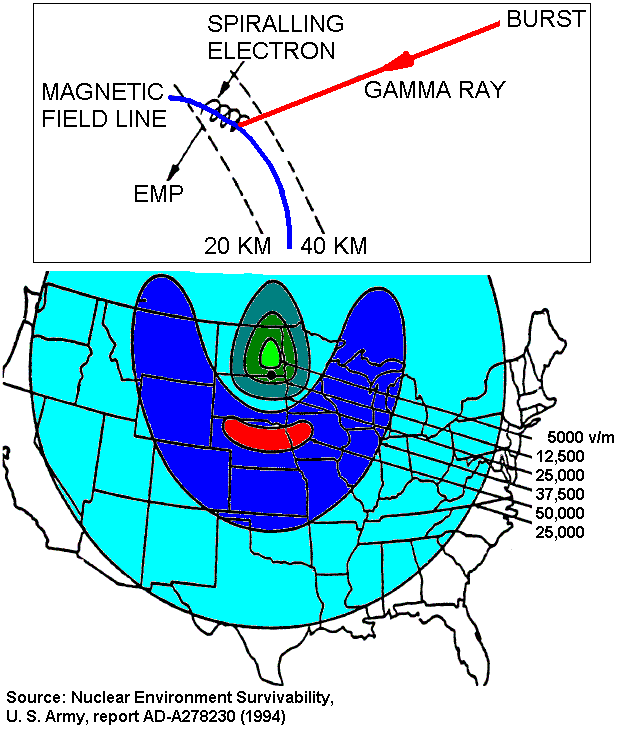
Механізм ЕМІ вибуху на висоті 400 км: гамма-промені потрапляють в атмосферу між 20-40 км висоти, викидаючи електрони, які потім відхиляються вбік магнітним полем Землі. Це змушує електрони випромінювати ЕМІ на великій площі. Через кривизну та нахил магнітного поля Землі над США максимум ЕМІ відбувається на південь від детонації, а мінімум — на північ.

E1 утворюється, коли гамма-випромінювання від ядерної детонації іонізує атоми (вилучає з них електрони) у верхній атмосфері. Це явище відоме як ефект Комптона, а отриманий струм називається «струмом Комптона». Електрони рухаються в основному вниз із релятивістською швидкістю (більше 90 відсотків швидкості світла). За відсутності магнітного поля це створить великий радіальний імпульс електричного струму, що поширюється назовні від місця спалаху, обмеженого областю джерела (областю, над якою гамма-фотони послаблюються). Магнітне поле Землі діє на потік електронів під прямим кутом як до поля, так і до початкового вектора частинок, що відхиляє електрони та призводить до синхротронного випромінювання. Оскільки гамма-імпульс, що йде назовні, поширюється зі швидкістю світла, синхротронне випромінювання електронів Комптона когерентно додається, що призводить до випромінювання електромагнітного сигналу. Ця взаємодія викликає великий, короткий електромагнітний пульс.
Кілька фізиків працювали над проблемою ідентифікації механізму імпульсу E1. Механізм був остаточно ідентифікований Конрадом Лонгмайром з Національної лабораторії Лос-Аламоса в 1963 році.
Лонгмайр наводить числові значення для типового випадку імпульсу E1, створеного ядерною зброєю другого покоління, як-от під час операції Fishbowl. Типові гамма-промені, які випромінює зброя, мають енергію приблизно 2 МеВ (мега електрон-вольт). Гамма-промені передають приблизно половину своєї енергії викинутим вільним електронам, даючи енергію приблизно 1 МеВ.
У вакуумі та за відсутності магнітного поля електрони рухалися б із густиною струму в десятки ампер на квадратний метр. Через низхідний нахил магнітного поля Землі на високих широтах область пікової напруженості поля має U-подібну форму на екваторіальній стороні детонації. Як показано на діаграмі, для ядерних вибухів у Північній півкулі ця U-подібна область знаходиться на південь від точки детонації. Поблизу екватора, де магнітне поле Землі наближене до горизонтального, напруженість поля E1 більш симетрична навколо місця спалаху. 
При напруженості геомагнітного поля, характерній для середніх широт, ці початкові електрони обертаються по спіралі навколо ліній магнітного поля з типовим радіусом приблизно 85 м. Ці початкові електрони зупиняються через зіткнення з молекулами повітря на середній відстані приблизно 170 м. Це означає, що більшість електронів зупиняється до завершення повної спіралі навколо ліній поля.
Ця взаємодія негативно заряджених електронів з магнітним полем випромінює імпульс електромагнітної енергії. Імпульс зазвичай досягає максимального значення приблизно за п'ять наносекунд. Його величина зазвичай зменшується наполовину протягом 200 наносекунд. (Згідно з визначенням IEC, цей імпульс E1 закінчується приблизно через 1000 наносекунд після початку.) Цей процес відбувається одночасно приблизно на 1025 електронах. Одночасна дія електронів спричиняє когерентне випромінювання результуючого імпульсу від кожного електрона, створюючи одиничний вузький імпульс великої амплітуди.
Вторинні зіткнення призводять до того, що наступні електрони втрачають енергію до того, як досягнуть поверхні землі. Електрони, утворені цими наступними зіткненнями, мають настільки малу енергію, що вони не роблять значного внеску в імпульс E1.
Ці гамма-промені з потужністю 2 МеВ зазвичай створюють імпульс E1 поблизу рівня землі на помірно високих широтах, який досягає піку близько 50 000 вольт на метр. Процес іонізації в середній стратосфері призводить до того, що ця область стає електричним провідником, що блокує утворення подальших електромагнітних сигналів і призводить до насичення напруженості поля приблизно до 50 000 вольт на метр. Сила імпульсу E1 залежить від кількості та інтенсивності гамма-випромінювання, а також від швидкості гамма-спалаху. Сила також певною мірою залежить від висоти. 
Є повідомлення про «супер-ЕМІ» ядерну зброю, яка здатна перевищувати межу в 50 000 вольт на метр за допомогою невідомих механізмів. Реальність і можливі деталі конструкції цієї зброї засекречені і, отже, не підтверджені у відкритій науковій літературі:3

### E2
Компонент E2 генерується розсіяними гамма-променями та непружними гамма-променями, створюваними нейтронами. Компонент E2 є імпульсом «проміжного часу» (тобто такого, що триває), який, за визначенням IEC, триває приблизно від однієї мікросекунди до однієї секунди після вибуху. E2 має багато схожості з блискавкою, хоча E2, спричинений блискавкою, може бути значно більшим, ніж ядерний E2. Через схожість і широке використання технології блискавкозахисту E2 зазвичай вважається найпростішим для захисту.
За даними комісії ЕМІ Сполучених Штатів, основна проблема з E2 полягає в тому, що він слідує відразу за E1, що може пошкодити пристрої, які зазвичай захищають від E2.
У підсумковому звіті Комісії з питань екологічної безпеки за 2004 рік зазначено: «Загалом, це не буде проблемою для систем критичної інфраструктури, оскільки вони мають існуючі захисні заходи для захисту від випадкових ударів блискавки. Найзначніший ризик є синергетичним, оскільки компонент E2 виникає через невелику частку секунди після впливу першого компонента, який має здатність порушувати або руйнувати багато захисних і контрольних функцій. Таким чином, енергія, пов'язана з другим компонентом, може проникнути в системи та пошкодити їх».:6

### E3
Компонент E3 відрізняється від E1 і E2. E3 — це набагато повільніший імпульс, який триває від десятків до сотень секунд. Це викликано тимчасовим спотворенням магнітного поля Землі в результаті ядерного вибуху. Компонент E3 схожий на геомагнітну бурю.  Подібно до геомагнітної бурі, E3 може створювати геомагнітно наведені струми в довгих електричних провідниках, пошкоджуючи такі компоненти, як трансформатори ліній електропередач.
Через подібність між геомагнітними бурями, спричиненими сонячним впливом, і Е3, геомагнітні бурі, спричинені сонячним впливом, стали називати «сонячними електромагнітними бурями». «Сонячний ЕМІ» не включає компоненти E1 або E2.

## Утворення
Фактори, які визначають ефективність зброї, включають висоту над рівнем моря, потужність, деталі конструкції, відстань до цілі, проміжні географічні особливості та місцеву силу магнітного поля Землі.

### Висота зброї

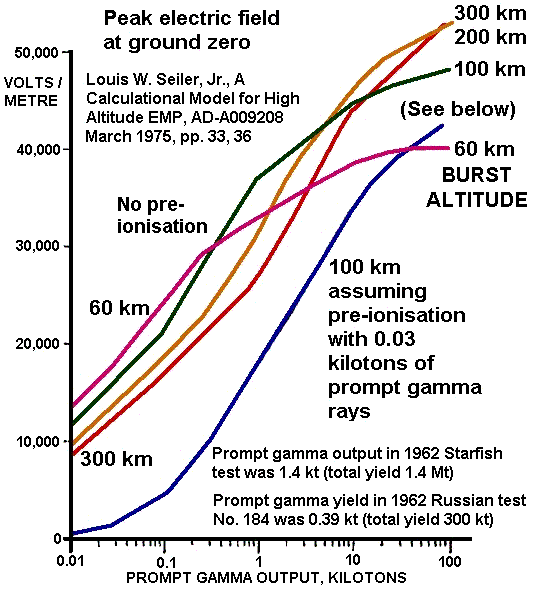
Як піковий ЕМІ на землі змінюється залежно від потужності зброї та висоти вибуху. Потужність тут — це миттєвий вихід гамма-випромінювання, виміряний у кілотоннах. Це варіюється від 0,115 до 0,5 % від загальної потужності зброї, залежно від конструкції зброї. Випробування Starfish Prime 1962 року із загальним виходом 1,4 Мт показало гамма-випромінювання 0,1 %, отже, 1,4 кт швидких гамма-променів. (Синя крива " попередньої іонізації " застосовується до певних типів термоядерної зброї, для якої гамма- та рентгенівське випромінювання з первинної стадії поділу іонізує атмосферу та робить її електропровідною перед основним імпульсом з термоядерної стадії. Попередня іонізація у деяких ситуаціях може буквально закоротити частину кінцевого ЕМІ, дозволяючи струму провідності негайно протистояти комптонівському струму електронів.)

Згідно з Інтернет-праймером, опублікованим Федерацією американських вчених:
Ядерний вибух на великій висоті створює миттєвий потік гамма-променів від ядерних реакцій у пристрої. Ці фотони, у свою чергу, виробляють вільні електрони високої енергії шляхом комптонівського розсіювання на висотах (приблизно) від 20 до 40 км. Потім ці електрони захоплюються магнітним полем Землі, викликаючи коливальний електричний струм. Цей струм загалом асиметричний і викликає швидко зростаюче випромінюване електромагнітне поле, яке називається електромагнітним імпульсом (ЕМІ). Оскільки електрони захоплюються практично одночасно, дуже велике електромагнітне джерело випромінює когерентно.
Імпульс може легко охоплювати території розміром з континент, і це випромінювання може впливати на системи на землі, морі та повітрі…. Великий пристрій, що вибухнув би на висоті 400—500 км (250—312 миль) над Канзасом, вплине на всю континентальну частину США. Сигнал від такої події поширюється на візуальний горизонт, як видно з точки вибуху.
Таким чином, щоб обладнання було вражено, зброя повинна бути вище горизонту.
Вказана вище висота перевищує висоту Міжнародної космічної станції та багатьох супутників на низькій навколоземній орбіті. Великі вибухові пристрої можуть мати драматичний вплив на роботу супутників і зв'язок, як це сталося під час операції Fishbowl. Шкідливий вплив на орбітальні супутники зазвичай зумовлений іншими факторами, ніж ЕМІ. Під час ядерного випробування Starfish Prime найбільше пошкоджень було завдано сонячним панелям супутників під час проходження через радіаційні пояси, утворені вибухом.
З вибухами в атмосфері ситуація складніша. У діапазоні впливу гамма-випромінювання прості закони більше не виконуються, оскільки повітря іонізується, і існують інші ефекти ЕМІ, такі як радіальне електричне поле внаслідок відділення електронів Комптона від молекул повітря разом з іншими складними явищами. Для поверхневого вибуху поглинання гамма-променів повітрям обмежило б радіус впливу гамма-променів приблизно до 16 км, тоді як для вибуху в повітрі з меншою щільністю на великих висотах діапазон впливу буде набагато більшим.

### Потужність зброї
Типова потужність ядерної зброї, яка використовувалася під час планування холодної війни для атак EMI, була в діапазоні від 1 до 10 мегатонн (від 4,2 до 41,8 ПДж).:39  Це приблизно в 50-500 разів більше, ніж бомби Хіросіми та Нагасакі. На слуханнях у Конгресі Сполучених Штатів фізики засвідчили, що зброя потужністю 10 кілотонн (42 ТДж) або менше може створити великий EMI.:48
ЕМІ на фіксованій відстані від вибуху збільшується щонайбільше як квадратний корінь із потужності (див. ілюстрацію праворуч). Це означає, що хоча зброя потужністю 10 кілотонн (42 ТДж) має тільки 0,7% від виділення енергії зброї потужністю 1,44 мегатонни (6,0 ПДж) використаної у Starfish Prime, EMI буде мати мінімум 8% потужності. Оскільки компонент E1 ядерного ЕМІ залежить від швидкого випуску гамма-променів, який становив лише 0,1 % виходу в Starfish Prime, але може бути 0,5% потужності чистої ядерної зброї з низькою потужністю, бомба потужністю 10 кілотонн (42 ТДж) легко може бути на 5 * 8 % = 40 % потужнішою за бомбу 1,44 мегатонн (6,0 ПДж) Starfish Prime в утворенні EMI.
Загальна енергія миттєво виділених гамма-променів у вибуху ділення дорівнює 3,5% потужності, але у вибуху 10 кілотонн (42 ТДж) вибухівка навколо сердечника бомби, поглинає біля 85% миттєво виділених гамма-променів, тому їх вихід становить лише приблизно 0,5% від загальної потужності. У термоядерному Starfish Prime продуктивність поділу була меншою за 100 %, а більш товстий зовнішній корпус поглинав близько 95 % миттєвих гамма-променів від ініціюючого заряду. Термоядерна зброя також менш ефективна у створенні ЕМІ, оскільки перша стадія може попередньо іонізувати повітря, яке стає провідним і, отже, швидко замикає струми Комптона, що утворюються на стадії термоядерного синтезу. Отже, невелика зброя чистого ділення з тонкими корпусами є набагато ефективнішою у створенні ЕМІ, ніж більшість мегатонних бомб.
Цей аналіз, однак, стосується лише швидких компонентів E1 та E2 ЕМІ ядерного вибуху. Компонент E3, подібний до геомагнітної бурі, ЕМІ ядерного вибуху більш пропорційний загальному енергетичному виходу зброї.

### Відстань до цілі
У ЕМІ ядерного вибуху всі компоненти електромагнітного імпульсу генеруються поза зброєю.
Під час ядерних вибухів на великій висоті велика частина ЕМІ генерується далеко від місця детонації (де гамма-випромінювання від вибуху потрапляє у верхні шари атмосфери). Це електричне поле від ЕМІ надзвичайно рівномірне на великій площі впливу. 
Відповідно до стандартного довідкового тексту про вплив ядерної зброї, опублікованого Міністерством оборони США, «пікове електричне поле (і його амплітуда) на поверхні Землі від висотного вибуху залежатиме від потужності вибуху, висоти вибуху, місця знаходження спостерігача та орієнтації відносно магнітного поля Землі. У загальному випадку, однак, можна очікувати, що напруженість поля становитиме десятки кіловольт на метр на більшій частині території, на яку впливає випромінювання ЕМІ».
У тексті також зазначено, що «… на більшій частині території, на яку впливає ЕМІ, напруженість електричного поля на землі перевищуватиме 0,5 E max . Для потужності менше кількох сотень кілотонн це не обов'язково буде вірним, тому що напруженість поля в дотичній до Землі може бути значно меншою за 0,5 E max».
(E max означає максимальну напруженість електричного поля в зоні ураження.)
Іншими словами, напруженість електричного поля у всій області, на яку впливає ЕМІ, буде досить рівномірною для зброї з великим вихідним гамма-випромінюванням. Для меншої зброї електричне поле може зменшуватися швидше зі збільшенням відстані.

## Супер-ЕМІ
Також відомо про «розширений електромагнітний імпульс», суперелектромагнітний імпульс — це відносно новий тип війни, у якому ядерна зброя створена для створення значно більшого електромагнітного імпульсу порівняно зі стандартною ядерною зброєю масового знищення. Ця зброя використовує імпульсний компонент E1 детонації за участю гамма-променів, створюючи потужність електромагнітного випромінювання потенційно до 200 000 вольт на метр. Протягом десятиліть багато країн експериментували зі створенням такої зброї, особливо Китай і Росія.

### Китай
Згідно з письмовою заявою китайських військових, країна має супер-ЕМІ і обговорює їх використання для нападу на Тайвань. Така атака послабить інформаційні системи в країні, дозволяючи Китаю ввійти і атакувати його безпосередньо, використовуючи солдатів. Згодом тайванські військові підтвердили володіння Китаєм супер-ЕМІ і можливе знищення електромереж з їх використанням.
Окрім Тайваню, Китай розглядав можливі наслідки нападу на Сполучені Штати із застосуванням цієї зброї. Хоча Сполучені Штати також володіють ядерною зброєю, країна не експериментувала з супер-ЕМІ і гіпотетично є дуже вразливою для будь-яких майбутніх атак держав. Це пов'язано з залежністю країни від комп'ютерів для контролю значної частини уряду та економіки. За кордоном американські авіаносці, розміщені в розумному радіусі дії бомби, що вибухнула, потенційно можуть бути повністю знищені ракетами на борту, а також будуть знищені телекомунікаційні системи, які дозволять їм спілкуватися з найближчими суднами та диспетчерами на землі.

### Росія
Починаючи з холодної війни, Росія експериментувала з конструкцією та дією бомб ЕМІ. Нещодавно країна здійснила кілька кібератак на Сполучені Штати, що, на думку деяких аналітиків, свідчить про можливі майбутні загальнонаціональні відключення електроенергії, спричинені супер-ЕМІ зброєю, оскільки Росія, як відомо, нею володіє. Поряд зі звичайними боєголовками, оснащеними можливостями супер-ЕМІ, Росія розробляє гіперзвукові ракети, які в 2021 році буде набагато складніше вчасно виявити захисним системам США у вигляді радарів і супутників. Цей метод робить ядерне стримування, яке є ключовою стратегією Сполучених Штатів у запобіганні ядерній війні, майже неможливим.
Плани створення пристрою, здатного розміщувати ядерну зброю в космосі, були вперше представлені Радянським Союзом у 1962 році, коли вони розробили систему, відому як система частково орбітального бомбардування, для доставлення ядерної зброї над земною атмосферою. У порівнянні з супер-ЕМІ зброєю, яка спрямована на наземні операції, Росія запропонувала розробити супутники з аналогічними можливостями ЕМІ. Це призведе до вибухів на відстані до 100 км над поверхнею Землі, з потенціалом порушити роботу електронних систем супутників США, які знаходяться на орбіті навколо планети, багато з яких є життєво важливими для стримування та оповіщення країни про можливі наближення ракет.

## Ефекти
Енергійне електромагнітне випромінювання може тимчасово вивести з ладу або остаточно пошкодити електронне обладнання, створюючи високі стрибки напруги та струму; напівпровідникові компоненти піддаються особливому ризику. Наслідки пошкоджень можуть варіюватися від непомітних для ока до пристроїв, які буквально розлітаються. Кабелі, навіть якщо вони короткі, можуть діяти як антени для передачі енергії ЕМІ до обладнання.

### Вакуумні лампи проти твердотільної електроніки
Застаріле обладнання на основі вакуумних ламп (вентилів) загалом набагато менш уразливе до ядерного ЕМІ, ніж твердотільне обладнання, яке набагато більш сприйнятливе до пошкодження великими короткочасними стрибками напруги та струму. Радянські військові літаки часів холодної війни часто мали авіоніку на основі вакуумних ламп, тому що можливості твердотільного обладнання були обмежені, і вважалося, що лампове обладнання з більшою ймовірністю виживе.
Інші компоненти в ламповій схемі можуть бути пошкоджені ЕМІ. Обладнання з вакуумними лампами було пошкоджено під час випробувань 1962 року. Переносна двостороння твердотільна УКВ -радіостанція PRC-77  витримала численні випробування електромагнітним випромінюванням. Попередня PRC-25, майже ідентична, за винятком кінцевого каскаду посилення на вакуумній лампі, була випробувана на симуляторах ЕМІ, але не була сертифікована щодо здатності залишатися повністю функціональною. 

### Електроніка в роботі— проти вимкненої
Обладнання, яке працює під час ЕМІ, більш вразливе. Навіть імпульс низької енергії має доступ до джерела живлення, і всі частини системи освітлюються імпульсом. Наприклад, через джерело живлення може утворитися дугоподібний шлях із сильним струмом, що призведе до згоряння деяких пристроїв на цьому шляху. Такі наслідки важко передбачити, і потрібне тестування для оцінки потенційної вразливості.

### На літаку
Багато ядерних вибухів було здійснено з використанням авіаційних бомб. Літак B-29, який доставив ядерну зброю в Хіросіму та Нагасакі, не втратив потужність через пошкодження електрикою, тому що електрони (викинуті з повітря гамма-променями) швидко зупиняються у звичайному повітрі під час спалахів на відстані приблизно 10 км, тому магнітне поле Землі не відхиляє їх істотно. : 517 
Якби літак, який перевозив бомби Хіросіми та Нагасакі, перебував у зоні інтенсивного ядерного випромінювання, коли бомби вибухнули над цими містами, то вони б зазнали впливу (радіального) ЕМІ викликаного розділенням зарядів. Але це відбувається лише в радіусі сильного вибуху для детонацій нижче приблизно висоти 10 км. 
Під час операції Fishbowl на борту фотолітака KC-135, який летів на відстані 300 км від вибуху потужністю 410 кілотонн (1700 ТДж) на висотах вибухів 48 і 95 км. Важлива електроніка була менш досконалою, ніж сьогодні, і літак зміг безпечно приземлитися. 
Сучасні літаки значною мірою залежать від твердотільної електроніки, яка дуже чутлива до електромагнітних випромінювань. Тому влада авіакомпаній створює вимоги до випромінюваних полів високої інтенсивності (HIRF) для нових літаків, щоб запобігти ймовірності аварій, спричинених електромагнітними перешкодами (EMI). Для цього всі частини літака повинні бути електропровідними. Це основний захист від ЕМІ вибухів, якщо немає отворів для проникнення хвиль всередину літака. Крім того, ізоляція деяких основних комп'ютерів усередині літака також додає додатковий рівень захисту від ЕМІ вибухів.

### На автомобілях
ЕМІ, ймовірно, не вплине на більшість автомобілів, незважаючи на те, що в сучасних автомобілях інтенсивно використовується електроніка, тому що електронні схеми та кабелі автомобілів, імовірно, занадто короткі, щоб піддатися впливу. Крім того, металеві рами автомобілів забезпечують певний захист. Однак навіть невеликий відсоток автомобілів, які вийдуть з ладу через несправність електроніки, призведе до тимчасових заторів.

### На малу електроніку
ЕМІ має тим менший ефект, чим менша довжина електричного провідника; хоча інші фактори також впливають на вразливість електроніки, тому жодна довжина не визначає межі після якої виживе певна частина обладнання. Однак малі електронні пристрої, такі як наручні годинники та мобільні телефони, швидше за все, витримають електромагнітне випромінювання.
Це вірно, лише якщо вони не підключені або не працюють. Електроніка, підключена до електромережі, може піддатися величезному сплеску і в кінцевому підсумку призвести до постійного пошкодження пристроїв аналогічно, якби стався удар блискавки. Електромагнітні випромінювання також можуть вивести з ладу всі вимикачі в будинку та пошкодити пристрої, не підключені до фільтра перенапруг. Або якщо в будинку є належний пристрій захисту від перенапруг, який може звести нанівець наслідки атаки ЕМІ, та інші захисні пристрої, які захистять будинок.

### На людей і тварин
Незважаючи на те, що різниця електричних потенціалів може накопичуватися в електричних провідниках після ЕМІ, вона, як правило, не витікає в тіла людей або тварин, і тому контакт є безпечним.
ЕМІ достатньої величини та тривалості здатні впливати на організм людини. Можливі побічні ефекти включають клітинні мутації, пошкодження нервової системи, внутрішні опіки, пошкодження мозку та тимчасові проблеми з мисленням і пам'яттю. Однак це було б у крайніх випадках, як-от знаходження поблизу центру вибуху та опромінення великою кількістю радіації та хвиль ЕМІ.
Дослідження показало, що вплив 200—400 ЕМІ спричинив витік судин у мозку, витік, який був пов'язаний із невеликими проблемами з мисленням і запам'ятовуванням. Ці ефекти можуть тривати до 12 годин після впливу. Через тривалий час впливу, необхідний для виявлення будь-якого з цих ефектів, малоймовірно, що хтось побачить ці ефекти, навіть якщо піддаватися впливу впродовж невеликого періоду часу. Крім того, людське тіло відчує невеликий вплив, оскільки сигнали передаються хімічним шляхом, а не електричним, що ускладнює вплив хвиль ЕМІ.

## Сценарії нападу після холодної війни
Комісія з ЕМІ США була створена Конгресом Сполучених Штатів у 2001 році. Комісія офіційно відома як Комісія з оцінки загрози Сполученим Штатам від атаки за допомогою електромагнітних імпульсів (ЕМІ).
Комісія зібрала відомих вчених і технологів для складання кількох звітів. У 2008 році Комісія випустила «Звіт про критичні національні інфраструктури». У цьому звіті описуються ймовірні наслідки ЕМІ ядерного вибуху для цивільної інфраструктури. Хоча цей звіт стосувався Сполучених Штатів, більшість інформації стосується інших промислово розвинутих країн. Звіт 2008 року був продовженням більш узагальненого звіту, опублікованого комісією в 2004 році  .
У письмових свідченнях, наданих Сенату Сполучених Штатів у 2005 році, співробітник Комісії ЕМІ повідомив:
|  | Комісія ЕМІ спонсорувала всесвітнє дослідження іноземної наукової та військової літератури, щоб оцінити знання та, можливо, наміри іноземних держав щодо атак за допомогою електромагнітних імпульсів. Опитування показало, що фізика явища ЕМІ і військовий потенціал атаки ЕМІ широко розуміються міжнародною спільнотою, як це відображено в офіційних і неофіційних писаннях і заявах. Огляд відкритих джерел за останнє десятиліття показує, що відомості про ЕМІ та атаки ЕМІ є принаймні у Великій Британії, Франції, Німеччині, Ізраїлі, Єгипті, Тайвані, Швеції, Кубі, Індії, Пакистані, Іраку за часів Саддама Хусейна, Ірані, Пн. Корея, Китай і Росія. Багато іноземних аналітиків – зокрема в Ірані, Північній Кореї, Китаї та Росії – розглядають Сполучені Штати як потенційного агресора, який був би готовий використати весь арсенал своєї зброї, включаючи ядерну зброю, у першому ударі. Вони сприймають Сполучені Штати як такі, що мають плани на випадок непередбачених обставин, щоб здійснити ядерну ЕМІ-атаку, і готові виконати ці плани за широкого діапазону обставин. Російські та китайські військові вчені у відкритих джерелах описують основні принципи ядерної зброї, розробленої спеціально для створення ефекту посиленого ЕМІ, який вони називають зброєю «Супер-ЕМІ». Зброя «Супер-ЕМІ», згідно з цими іноземними джерелами, може знищити навіть найкраще захищені військові та цивільні електронні системи США. |

Комісія з ЕМІ Сполучених Штатів визначила, давно відомо, що засоби захисту майже повністю відсутні в цивільній інфраструктурі Сполучених Штатів і що значна частина військових служб США була менш захищена від ЕМІ, ніж під час холодної війни. У публічних заявах Комісія рекомендувала зробити електронне обладнання та електричні компоненти стійкими до електромагнітного випромінювання, а також підтримувати запаси запасних частин, які дозволять здійснювати швидкий ремонт. Комісія з ЕМІ Сполучених Штатів не розглядала інші країни. 
У 2011 році Наукова рада з питань оборони США опублікувала звіт про поточні зусилля щодо захисту критично важливих військових і цивільних систем від електромагнітного випромінювання та інших впливів ядерної зброї.
Військові служби Сполучених Штатів розробили, а в деяких випадках опублікували гіпотетичні сценарії атак ЕМІ.
У 2016 році лабораторія Лос-Аламоса розпочала фазу 0 багаторічного дослідження (до фази 3), щоб дослідити ЕМІ, яке повинно підготувати стратегію, якої слід дотримуватися для решти дослідження.
У 2017 році Міністерство енергетики США опублікувало «План дій щодо стійкості до електромагнітних імпульсів DOE», Едвін Бостон опублікував дисертацію на цю тему , а Комісія з ЕМІ опублікувала «Оцінка загрози від електромагнітних імпульсів (ЕМІ)». Комісія з ЕМІ була закрита влітку 2017 року. Вони виявили, що в попередніх звітах недооцінювали наслідки атаки ЕМІ на національну інфраструктуру, висвітлювали проблеми з повідомленнями від Міністерства оборони через секретний характер матеріалу, і рекомендували Міністерству внутрішньої безпеки замість того, щоб звертатися до Міністерства оборони за вказівками, безпосередньо співпрацювати з більш обізнаними частинами Міністерства оборони. Кілька звітів зараз оприлюднюються для широкого загалу.

## Захист інфраструктури
Проблема захисту цивільної інфраструктури від електромагнітних імпульсів інтенсивно вивчається в усьому Європейському Союзі, і зокрема у Великій Британії.
Станом на 2017 рік кілька енергетичних компаній у Сполучених Штатах були залучені до трирічної програми дослідження впливу HEMP на енергомережу Сполучених Штатів під керівництвом галузевої некомерційної організації, Інституту досліджень електроенергії.
У 2018 році Міністерство внутрішньої безпеки США оприлюднило Стратегію захисту та підготовки до загроз від електромагнітних імпульсів (ЕМІ) і геомагнітних збурень (GMD), яка стала першою формулюванням Міністерством цілісної, довгострокової, заснованої на партнерстві підхід до захисту критичної інфраструктури та підготовки до реагування та відновлення після потенційно катастрофічних електромагнітних інцидентів. Прогрес на цьому фронті описано у звіті про стан програми ЕМІ.
NuScale, невелика модульна компанія ядерних реакторів з Орегону, США, зробила свій реактор стійким до ЕМІ.
Автоматизовані системи моніторингу та керування, також відомі як системи диспетчерського контролю та збору даних (SCADA), є основою комп'ютерної ери. Вони мають вирішальне значення для масового перетворення даних у всьому світі. Ці системи контролюють паливопроводи, водопостачання та мережу. Ці системи зазвичай знаходяться не в населених місцях, а у віддалених місцях і працюють автономно. Перебування в режимі дистанційного керування робить їх дуже вразливими до атак ЕМІ. Через особливості цих систем компанії щороку інвестують мільярди доларів у розробку безпечніших систем SCADA, щоб захистити їх від електромагнітних вибухів і запобігти масштабним пошкодженням інфраструктури. Із захистом цих систем ЕМІ-атаки не становлять загрози для інфраструктури, оскільки вода, паливо та електроенергія все ще зможуть надходити. Однак це величезна вартість, оскільки системи дуже складні та інтегровані в кожну систему, і на їх заміну знадобляться роки.

## У художній літературі та масовій культурі
Особливо з 1980-х років ядерна електромагнітна зброя набула значного поширення в художній літературі та масовій культурі.
Популярні засоби масової інформації часто невірно описують ефекти ЕМІ, викликаючи непорозуміння серед громадськості та навіть професіоналів, і в Сполучених Штатах були зроблені офіційні зусилля, щоб встановити рекорд. Космічне командування Сполучених Штатів доручило науковому педагогу Біллу Най створити відео під назвою «Голлівуд проти ЕМІ», щоб неточна голлівудська фантастика не заплутувала тих, кому доводиться мати справу з реальними подіями ЕМІ.  Відео недоступне для широкого загалу.